# 青龙镇 (华宁县)
青龙镇，是中华人民共和国云南省玉溪市华宁县下辖的一个镇。

## 行政区划
青龙镇下辖以下地区：
青龙社区、海镜社区、海关社区、落梅村、紫马龙村、矣马白村、斗居村、城门硐村、红岩村、山岐村、矣甫村、倒马坎村、马鹿塘村、大母公竜村、大村、中村、革勒村、禄丰村、糯租村、老田村和海迤村。
海镜社区、海关社区由澄江市托管。

## 中国传统村落
2013年8月，海境村被评为第二批中国传统村落。